# 第15號交響曲 (蕭士塔高維奇)
A大調第15號交響曲，作品141，是俄國作曲家蕭士達高維契的作品。於1971年夏季在列賓（Repino）創作，前後只用了一個月的時間便完成，是作曲家最後一首完成的交響曲。1972年1月8日於莫斯科作首演，由其兒子馬克森（Maxim Shostakovich）指揮，莫斯科電台及電視台交響樂團演出。
這首交響曲和上一首交響曲（第14號）相隔超過兩年，題裁上既脫離了第11、12號交響曲那份歌頌蘇聯社會主義的樣板音樂，亦不再如第13、14號交響曲般加入了人聲；反而和另一位蘇聯時期的作曲家浦羅哥菲夫，同樣是最後一首交響曲的《升c小調第7號交響曲》一樣，走簡單、寧靜、純樸的風格。
然而，第15號交響曲也繼承了第14號交響曲的創作模式，室樂的味道很濃烈，大部份時間都只由少量樂手去演繹。在每個樂章中，動用樂隊內所有樂手演奏的部份，往往只有十數個小節，這成為了其中一個特色（例如第1樂章，全體演奏只有在排練編號31前後共10小節）。另一方面，樂隊編制和先前的《第9號交響曲》幾乎相同，都是以短笛加上雙木管制；銅管樂器則用浪漫時期的編制，以4支圓號，2支小號，3支長號及1支大號所組成；絃樂組則只使用基本的五部；但是敲擊樂部卻是大大擴充，所需的種類亦非常多，第4樂章的結尾是更是由一段由大量敲擊樂器所配合而成的節奏組合，最少需要5名敲擊樂手（若確保準確性，連同定音鼓手共使用8位樂手則最為合適）。

## 樂曲結構
全曲共分為四個樂章，其中第二及第三樂章為連續演奏。作曲家雖標示本曲的調性為A大調，但總觀要到第四樂章後半部份才出現明顯的A大調音色——第一樂章主要以a小調寫成，第二樂章為f小調，第三樂章則為夾雜了十二音列的g小調。另外，本交響曲可以聽到蕭士達高維契引用其他作曲家不同的音樂作品，如羅西尼的《威廉·泰爾序曲》、華格納《魔環》中的「命運」動機、馬勒的第五交响曲、葛令卡的歌曲《不要對我作不必要的試探》（Do not tempt me needlessly）、奧芬巴赫的音樂和自己《第7號交響曲》片段。
- 第一樂章：小快板（Allegretto），2/4 為主，8分鐘

作曲家比喻這個樂章為“玩具店”，想表達出本來小朋友的一份天真無邪，但帶有點笨拙的氣質，成長後變會全都遭被蠶蝕掉。在兩下鐘琴的A音後，長笛奏出第一主題：由一個五個音組成的動機（E♭-A♭-C-B-A）開始。蕭斯達高維契再一次運用以名字記譜法。把自己的孫子的名“SASCHA”拆成：“S (德語中的E♭)、AS (德語中的A♭)、C、H(德語中的B♮)、A”五個音。而這個音樂動機在及後則不斷的重現。巴松管的簡短過場段後再重覆第一主題，並再回木管和絃樂多重覆一次。短笛、長笛和小號的交替樂段中引領著羅西尼《威廉·泰爾》序曲末段的主旋律。經過各樂器繼續的交錯後，小號和小鼓的宣召帶進由敲擊樂（木琴、鐵片琴、高音筒鼓、小鼓）主導的副題，短笛、小號和單簧管輔助。大提琴和中提琴的加入將主題部份不斷發展。當中絃樂器以五、六、七、八連音的疊集營造不安和混亂的交戰，小號再次的出現引領本樂章的最高潮－所有樂器同時演奏。但音樂很快便回復開頭的音量，小提琴的獨奏將全曲帶回再現部，開頭的素材重新的運用，尾段出現銅管樂的凱歌式的旋律是本樂章的另一個高潮，但同樣很快就回復至中等音量，最後在短笛連續幾個上行動機下，樂隊以肯定的八分音符結束。
- 第二樂章：緩板（Adagio） - 最緩板（Largo），3/4和4/4的交替；15-16分鐘，直入（attacca）

銅管樂先奏出一段如聖詠般的引子（类似贯穿肖斯塔科维奇第11号交响曲的“冬宫”主题），大提琴獨奏出富沉思性的12音主題。小提琴獨奏和木管的長音過場帶入以長笛及低音絃樂撥絃的新段落，接著第1長號吹出如葬禮進行曲般的第二主題，並由2支長笛作回應。過場段重現後，小鼓和小號再次響起帶入本樂章全體樂隊演奏部份。銅管樂改以莊嚴的氣氛吹出第二主題，配以木管、絃樂和木琴的齊奏副題，是由第一樂章的其中一個副題所引伸出來。同樣短暫的高潮後，第1長號在定音鼓的十六分音符伴奏中將氣氛帶回平靜，小號從遠處傳來過場部份，然後只剩下梆子的節奏獨奏，絃樂改以4/4重奏銅管樂開頭的聖詠，鋼片琴和顫音琴的獨奏，沉思主題改以低音提琴奏出。最後一次銅管聖詠引子奏出，定音鼓勾起過場段的節奏後，巴松管的三個突如其來的長音，不間斷的引到下一樂章。
- 第三樂章：小快板（Allegretto），2/2 為主；4分鐘

全曲最短的部份，由單簧管奏出跳躍的12音跳進第一主題，再配以其他木管的半音音階滑行，其中以他名字所創作的DSCH動機巧妙地隱藏在各跳進裏面。小提琴獨奏和絃樂器重覆演奏。第二主題緊隨其後，是由木管樂器於3/4和2/2間的交替，同樣絃樂器重覆彈奏，並間中配以尖銳刺取的木管高音所干擾。中段由銅管和敲擊開始，獨奏小提琴奏出模仿第二主題的副段，但在2/2，3/2及5/4節奏間徘徊，這個旋律後由單簧管接力。梆子、響板和小鼓邊搫的八分音符組合節奏讓大提琴及低音提琴返回第二主題，第二次則改以木管高音區與鐵片琴、鋼片琴和三角的組合。巴松管由高音區落回低音區後，獨奏小提琴再現第一主題，並由銅管樂緊接第二主題。結尾部份很短小，是抽取副題的片段組織而成，並再一次以梆子、響板和小鼓邊搫的節奏組合，加上木琴獨奏、第二小提琴撥絃和短笛作結束。
樂章中運用了由不同敲擊樂器所組合而成的連續節奏樂段，在《第4號交響曲》的第2樂章已經使用過。作曲家在相距35年後，重新將這個點子應用在他最後的一首交響曲中。
本樂章雖然用盡各聲部，但由始自終都沒有任何一處是所有樂器一同演奏。
- 第四樂章：緩板（Adagio） - 小快板（Allegretto），4/4，15分鐘

開頭先是由減去小號的銅管樂吹出兩組減和絃和定音鼓的獨奏，這是出自華格納的《女武神》中的「命運動機」，接著絃樂器帶出富旋律性的第一主題（同样引用瓦格纳《特里斯坦与伊索尔德》中的“特里斯坦动机”），銅管樂的過場似是第三樂章第二副題的重現，雙簧管和小提琴奏出第二主題，但很快便出現由另一個6/8節奏的新旋律。然而這6/8節奏亦只維持了很短時間，便再次由銅管的開頭部份所取代。之后低音弦乐拨奏出带12音列及蕭士塔高維契作品中常用的“兩音重覆符點節奏”的固定低音，并由單簧管發展開頭的兩音動機，组成新的帕萨卡利亚樂段，及後絃樂中音區及木管高音區加以發展，伴奏織體亦慢慢變厚，木琴的加入讓整個樂隊再次聚合起來。銅管樂奏与定音鼓齐奏固定低音主题，成了樂章的最高潮，隨著樂器慢慢的減少，這激昂的氣氛慢慢地平復下來，只剩下小鼓的步操聲，並配以低音絃樂重覆的旋律片段。絃樂的過場使巴松管和單簧管重新帶出第二主題和6/8旋律。長號和定音鼓的開頭動機讓絃樂器返回稍作變化的第一主題。第二乐章的木管長音回归，暗示全曲進入尾聲，鋼琴片的獨奏帶回第一樂章的“SASCHA”主題，在全體絃樂拉奏持續的A与E音中，不同的敲擊樂器組合重現第三樂章中的“的嗒”節奏及先前固定低音的“兩音重覆符點”節奏，並反复數次才由钢片琴、钟琴和三角铁安靜地結束在升C音上，这里与他的第四和第八交响乐的结尾相似。

## 配器
- 木管樂器：短笛、2長笛、2雙簧管、2單簧管(A調)、2巴松管
- 銅管樂器：4圓號、2小號、3長號、大號
- 敲擊樂器：4定音鼓、大鼓、小鼓、筒鼓、鈸、鑼、三角鐵、響板、梆子、樂鞭、木琴、鐘琴（鐵片琴）、顫音琴、鋼片琴
- 絃樂器：16第1小提琴、14第2小提琴、12中提琴、12大提琴、10低音提琴

### 改編版本（作品141bis）
於1974年移居以色列的俄國鋼琴家及作曲家傑列維顏科（Viktor Derevianko），在得到作曲家的同意下，於1972年春天根據作曲家的雙鋼琴版本，改編成為小提琴、大提琴、鍵盤（鋼琴及鋼片琴）和三位敲擊樂手的室樂版本。

### 樂譜
- Shostakovich, Dmitri (2005). Symphony No.15, op. 141. Vol. 15; DSCH Society. (雙鋼琴版本為 Vol. 30)

## 外部連結
- 香港已故音樂評論家陳浩才先生談蕭士達高維契《第15號交響曲》 （页面存档备份，存于）